# Talash (Flugabwehrraketensystem)
Talash (persisch تلاش Telasch, ‚Bestreben, Anstrengung‘) ist ein iranisches mobiles, allwetterfähiges Mittel- bis Langstrecken-Boden-Luft-Lenkwaffensystem. Es wurde im November 2013 der Öffentlichkeit vorgestellt und befindet sich seit September 2017 im Einsatz.

## Technik

### Talash-2
Das Flugabwehrsystem Talash-2 wird von den Flugabwehrkräften der iranischen Luftwaffe betrieben und kann Ziele wie Aufklärungsflugzeuge und Drohnen in mittleren bis hohen Flughöhen und auf mittlere Distanzen abfangen und bekämpfen. Es besteht aus folgenden Komponenten:
- ein mobiles Fahrzeug, welches das mit zwei oder vier Sayyad-2-Boden-Luft-Raketen beladene Startgerät trägt[4]
- ein Überwachungs- und Zielverfolgungsradar mit dem Namen "Kavosh"[5]
- ein Feuerleitradar mit dem Namen "Ofoq"[5][6]
- zwei Feuerleit- bzw. Gefechtsstände auf jeweils einem weiteren Fahrzeug[4]

Bis zu 30 Ziele soll das System verfolgen und davon zwölf gleichzeitig abfangen können. Es hat eine Reichweite von 35–70 km und soll mit dem Antennenposten K-1 (Sende-/Empfangskabine) des S-200 verbunden sein.

### Sayyad
Bei den iranischen Revolutionsgarden wurde ein verwandtes System unter dem Namen "Sayyad" eingeführt, welches jedoch ein Najm-802-AESA-Radar anstatt der Kavosh- und Ofoq-Radare zur Zielsuche und -verfolgung nutzt. Mit einem Najm-802-Radar werden bis zu sechs Startgeräte mit jeweils vier Raketenstartbehältern unterstützt und darüber hinaus verfügt das Radar über Track-While-Scan-Fähigkeiten (TWS), es kann also aufgespürte Ziele verfolgen und gleichzeitig nach weiteren potenziellen Zielen auf eine Distanz von 150 km suchen.
Dieses System kann mit bis zu sechs Sayyad-2-Raketen drei Ziele gleichzeitig über eine Distanz von 50 km und in einer Höhe von bis zu 27 km bekämpfen.

### Talash-3
Als Erweiterung und zukünftigen Ersatz der in die Jahre gekommenen russischen S-200-Systeme, die weiterhin im Iran zum Einsatz kommen, wurde das Talash-2-Flugabwehrsystem modifiziert und verbessert. Bekannt ist diese neuere Variante als "Talash-3" und im Gegensatz zu seinem Vorgänger verwendet es die ebenfalls verbesserten Sayyad-3-Boden-Luft-Raketen, die über eine höhere Reichweite als die Sayyad-2-Boden-Luft-Raketen verfügen. Neben den eingesetzten Boden-Luft-Raketen wurden auch die Radarsysteme mit neueren und leistungsstärkeren Radaren ausgetauscht. Wahrscheinlich wurden das Hafez-3D-AESA-Feuerleitradar und ein 2D-Phased-Array-Suchradar gewählt, entweder vom Typ "Arash-2" oder vom Typ "Keyhan". Das Arash-2-Radar soll kleine Drohnen auf eine Distanz von bis zu 150 km aufklären können und das Keyhan-Radar soll dazu in der Lage sein, Marschflugkörper und Drohnen identifizieren zu können.

## Nutzer
- Iran
  - Flugabwehrkräfte der iranischen Luftwaffe
  - Flugabwehrkräfte der iranischen Revolutionsgarden

## Galerie

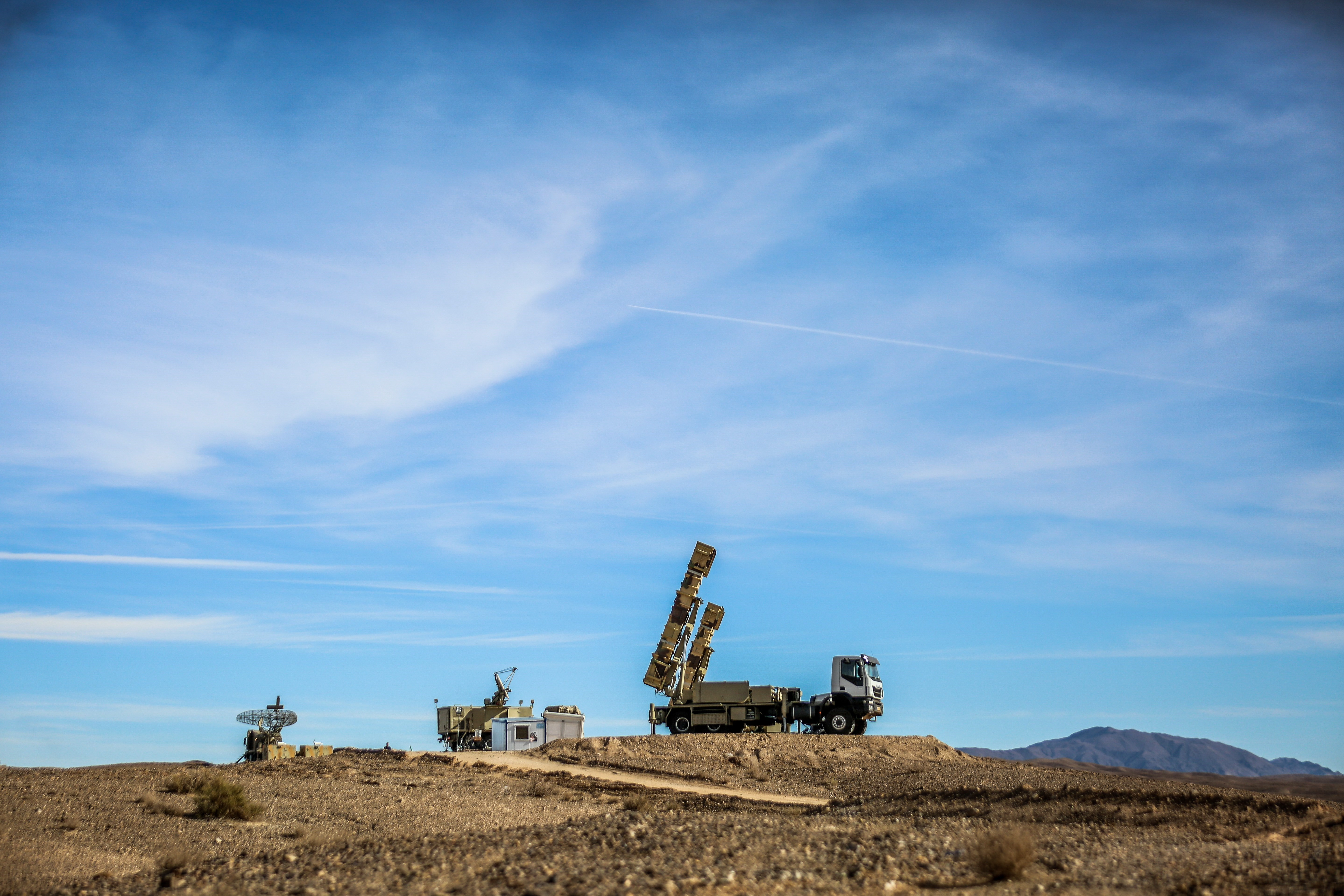
Talash-2 bei einer Militärübung
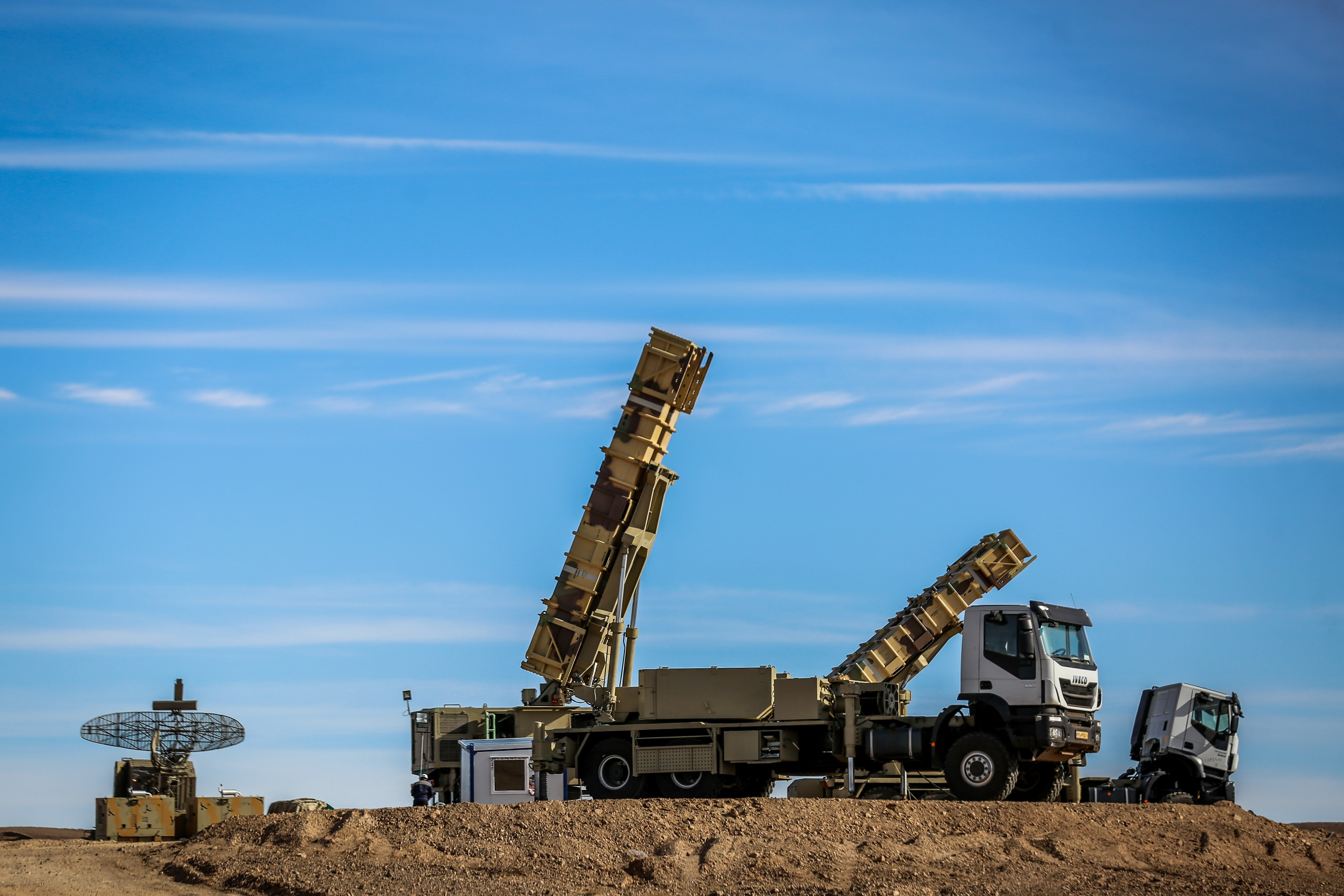
Talash-2 bei einer Militärübung
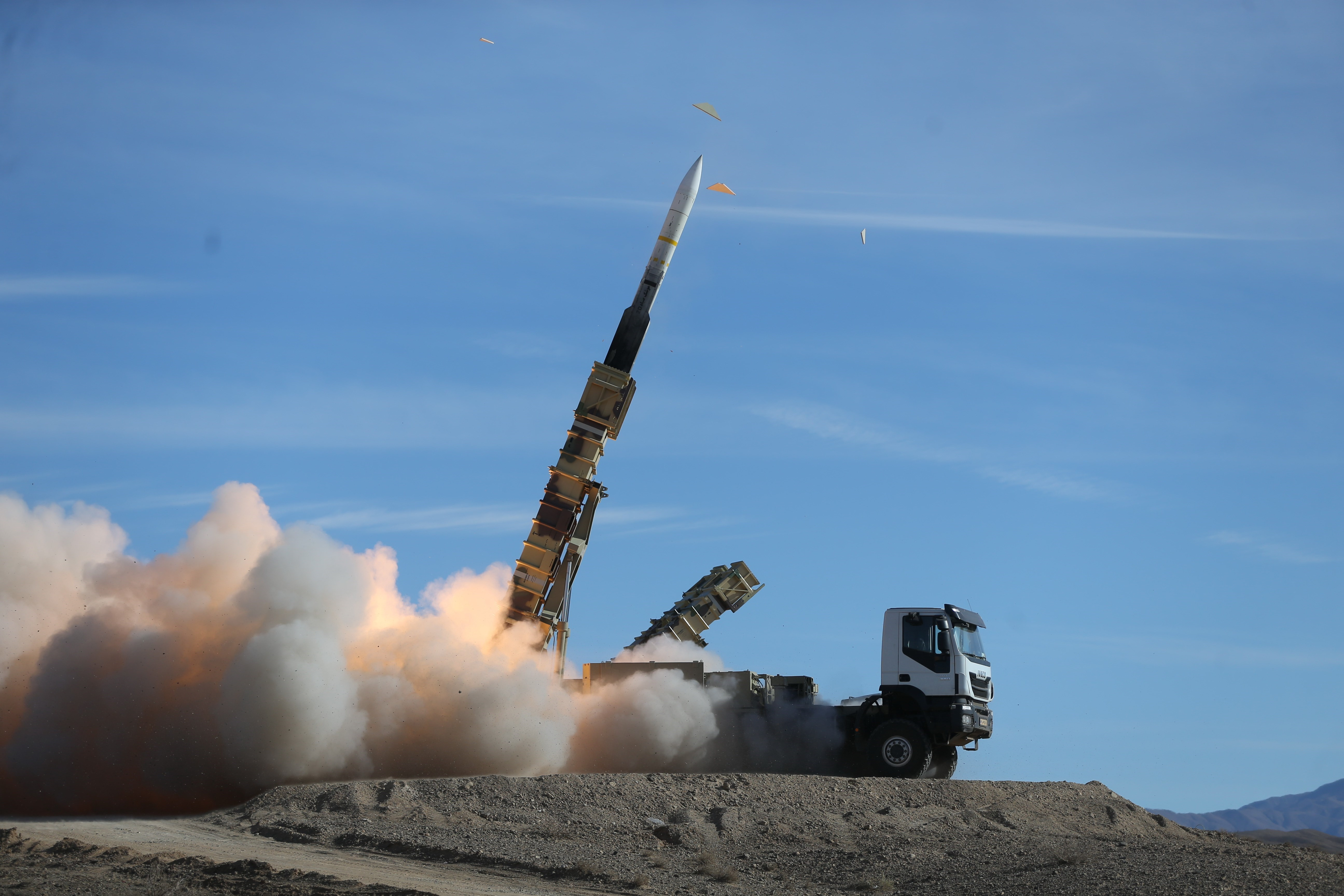
Talash-2 bei einer Militärübung
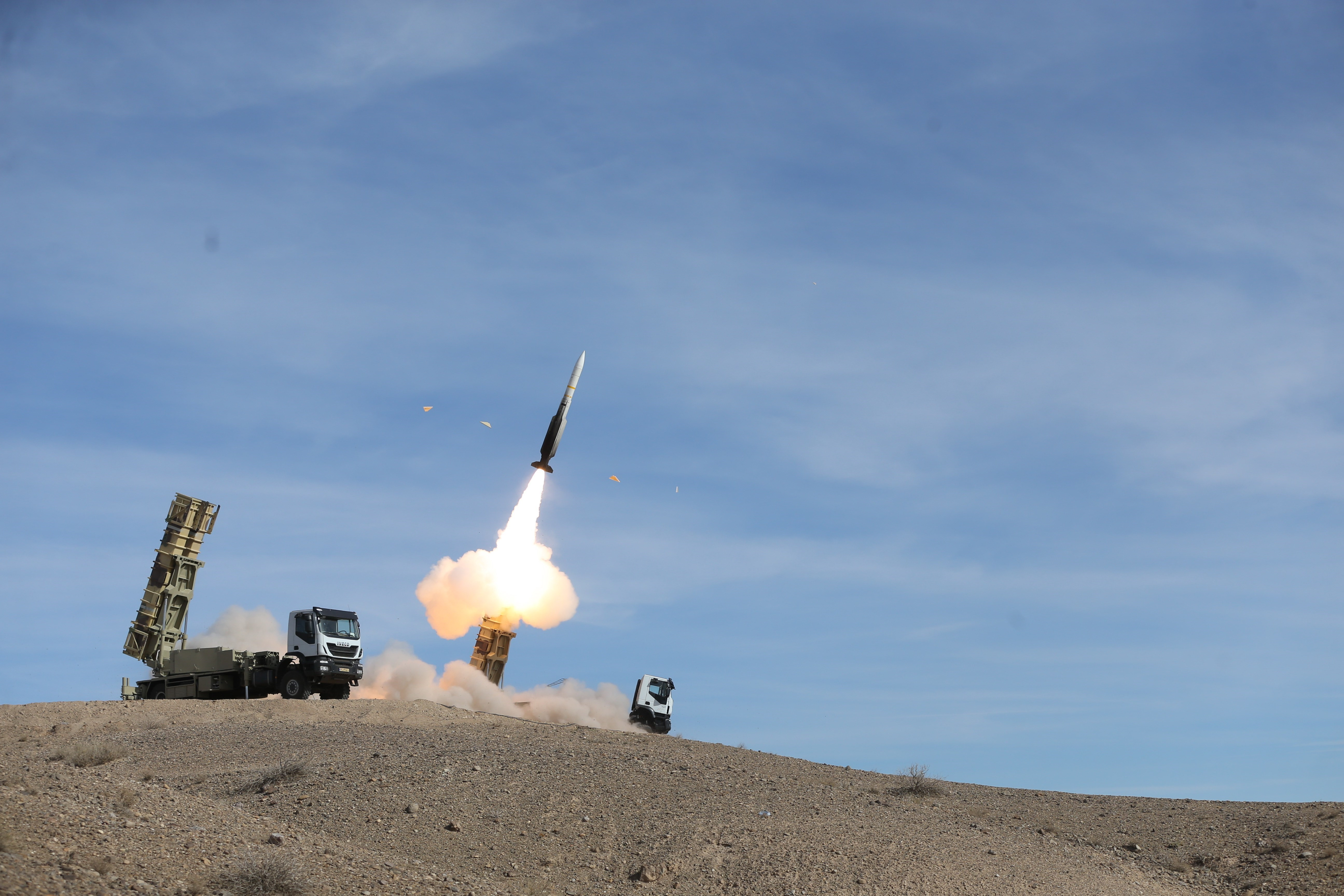
Talash-2 bei einer Militärübung
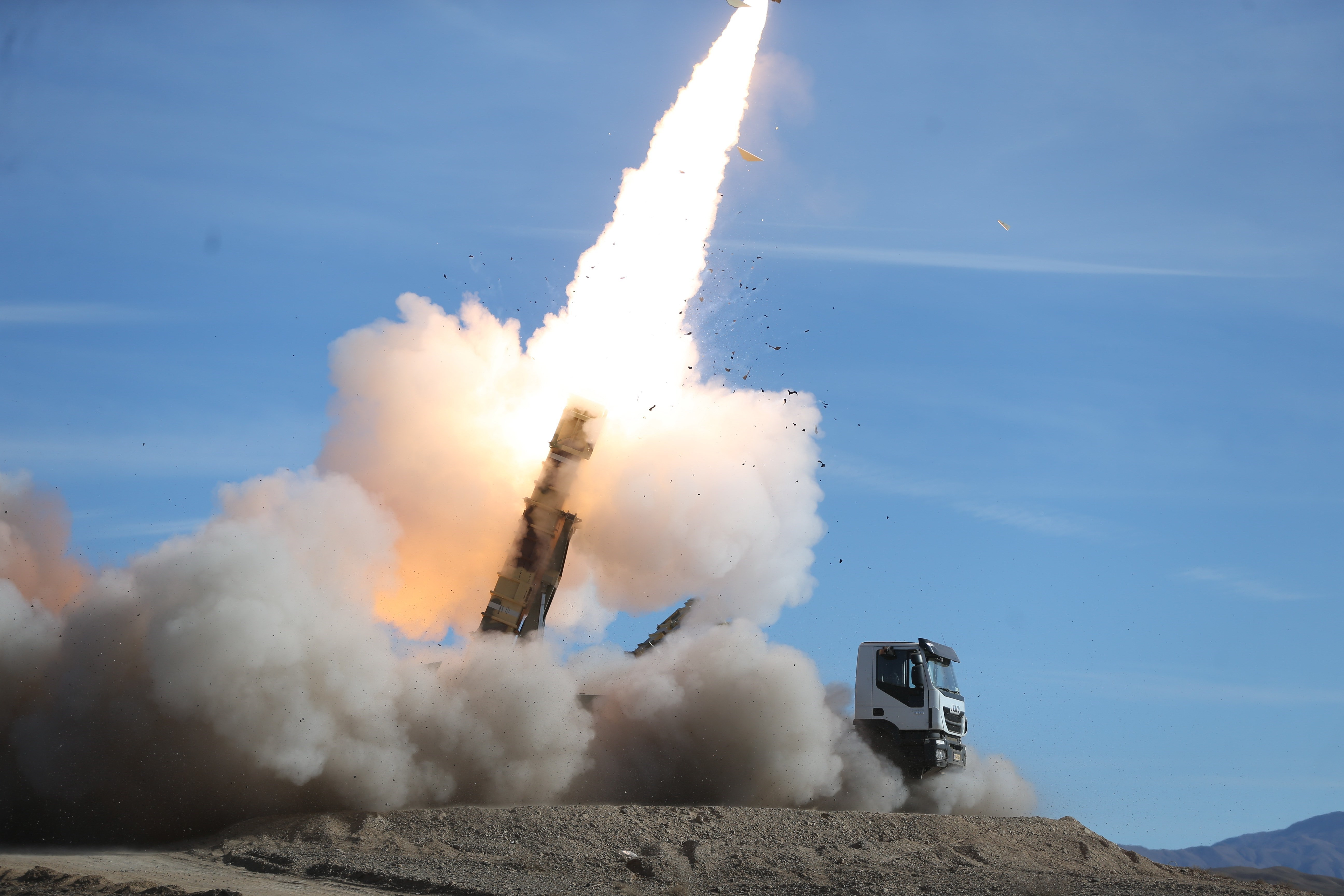
Talash-2 bei einer Militärübung
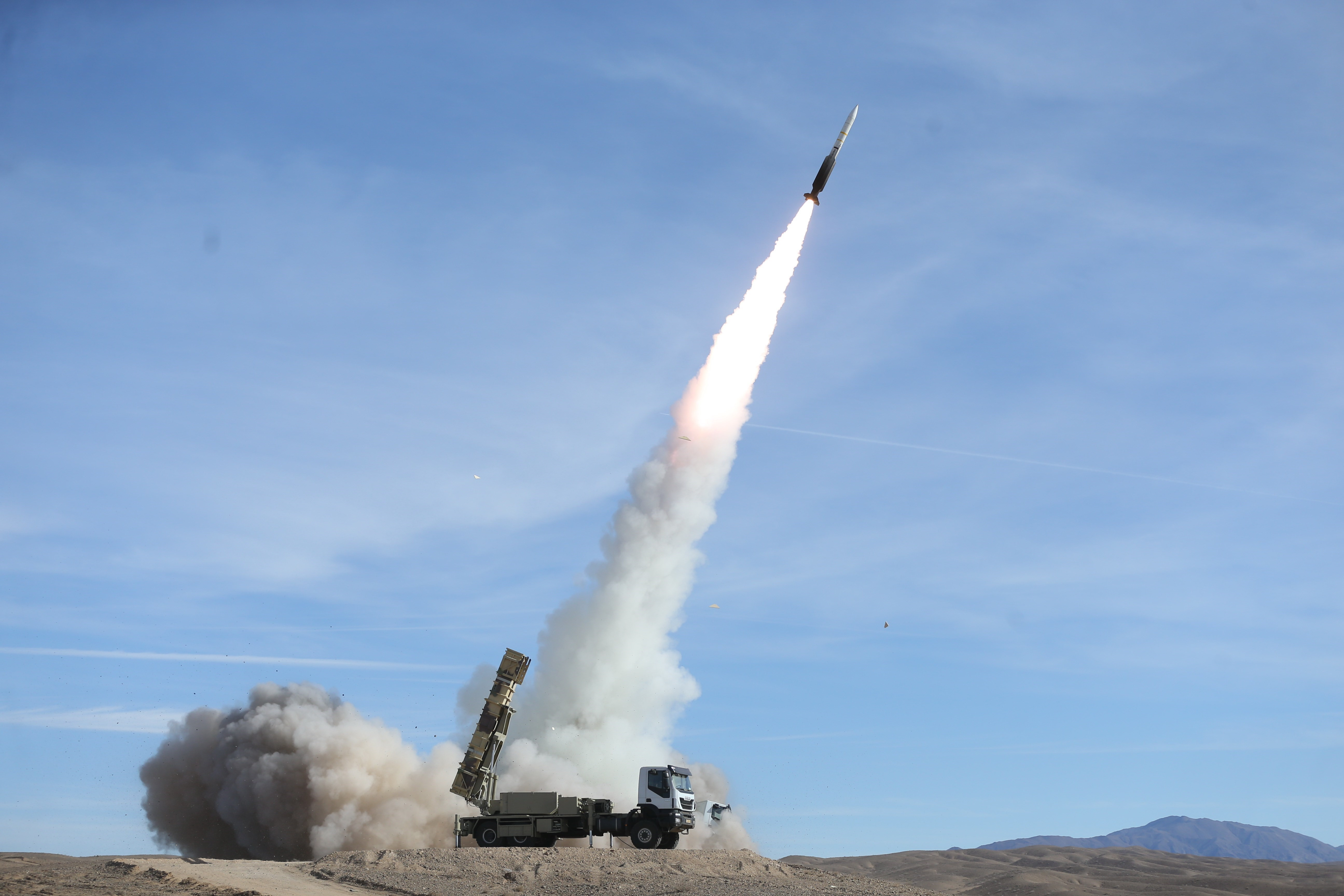
Talash-2 bei einer Militärübung
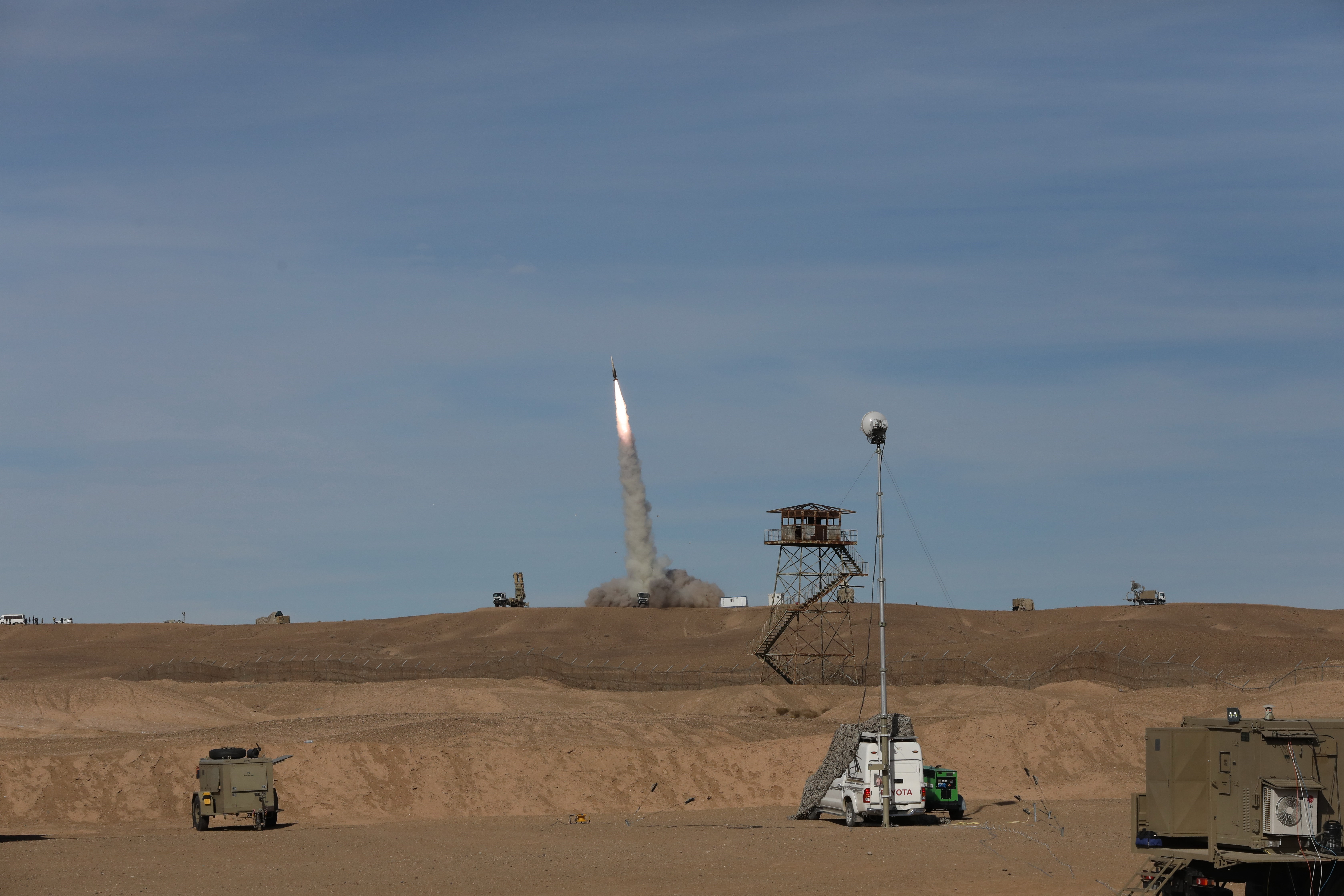
Talash-2 bei einer Militärübung
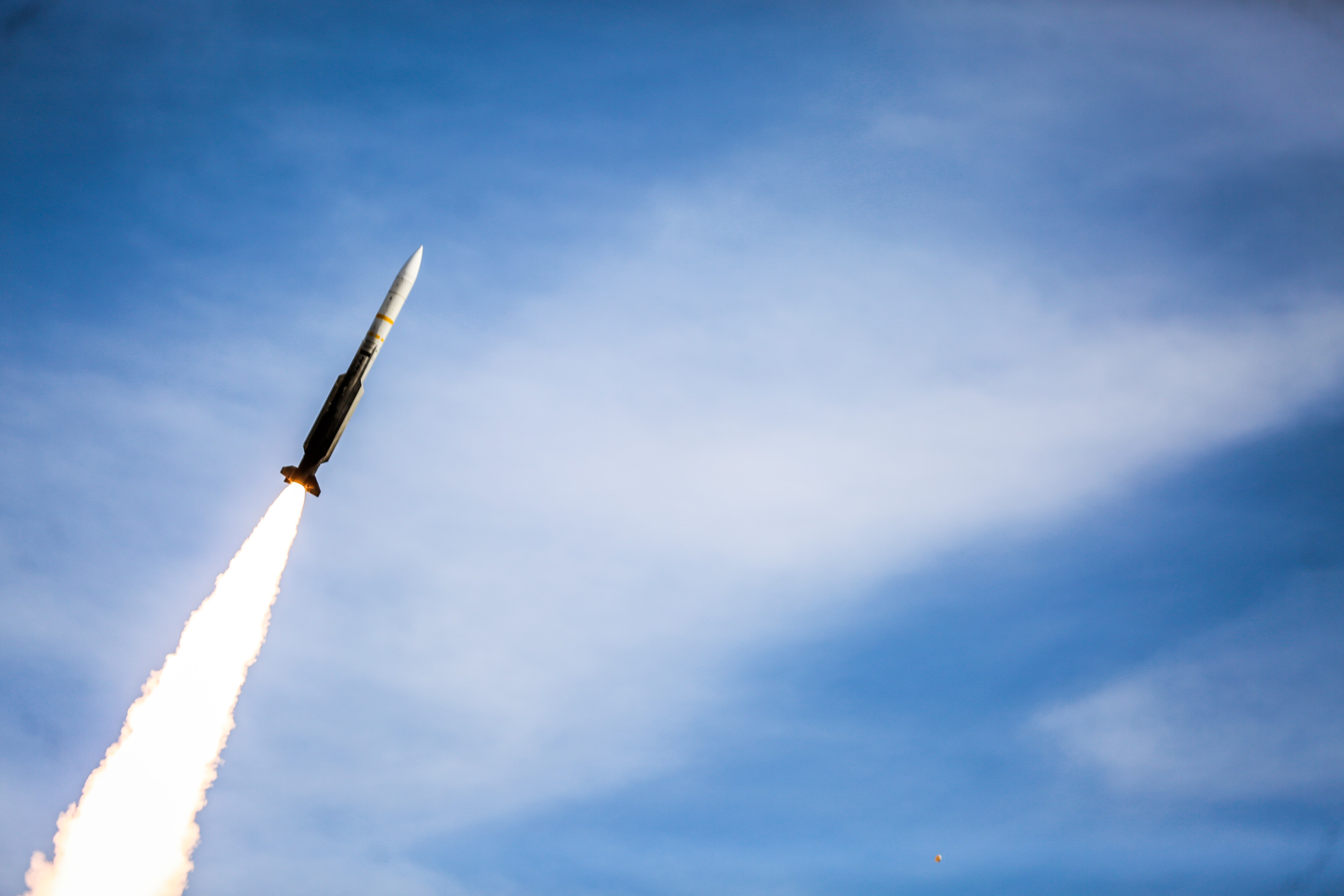
Talash-2 bei einer Militärübung